# Sportjahr 1852
Liste der Sportjahre

1850 | 1851 | Sportjahr 1852 | 1854 | 1855 | 1856 | ► | ►►

Weitere Ereignisse

## Ereignisse
- 3. April: Oxford gewinnt das 11. Boat Race gegen Cambridge in einer Zeit von 21′36″ mit einem Vorsprung von 9 Längen.
- Juli: Die beiden deutschen Schachmeister Adolf Anderssen und Jean Dufresne spielen in Berlin die sogenannte Immergrüne Partie.
- 3. August: Harvard gewinnt die erste Harvard-Yale-Regatta.

- Das älteste schriftlich überlieferte Hockey-Regelwerk der Welt, die Rules of Harrow, werden in England veröffentlicht.

## Geboren
- 26. Februar: Laurids Kjær, dänischer Sportschütze († 1932)

- 09. März: Mary Outerbridge, US-amerikanische Tennisspielerin, „Mutter des amerikanischen Tennis“ († 1886)
- 10. März: Léon Moreaux, französischer Sportschütze und Olympiasieger († 1921)
- 23. März: William Milne, britischer Sportschütze († 1923)

- 05. April: Émile Billard, französischer Segler († 1930)
- 05. April: Walter Winans, US-amerikanischer Sportschütze († 1920)

- 02. Juni: Paul Koechlin, französischer Industrieller und Automobilrennfahrer († 1907)
- 15. Juni: Daniel Burley Woolfall, britischer Fußball-Funktionär, FIFA-Präsident († 1918)

- 14. Juli: James Dwight, US-amerikanischer Tennisspieler († 1917)
- 18. Juli: Anthony Sweijs, niederländischer Sportschütze († 1937)

- 05. September: Robert Copland-Crawford, britischer Soldat sowie Fußball- und Cricketspieler († 1894)

- 17. November: Eugène Mougin, französischer Bogenschütze († 1923)

- Cecil Quentin, britischer Segler († 1926)

## Gestorben
- 15. Oktober: Friedrich Ludwig Jahn, deutscher Pädagoge und Vater der deutschen Turnbewegung (* 1778)